# Bugatti Type 101
El Bugatti Type 101 (también conocido como Bugatti T 101) fue el último automóvil de turismo que desarrolló y construyó el fabricante francés de automóviles Bugatti. Con él, la fábrica tradicional de Alsacia intentó reanudar la producción regular de automóviles después de la Segunda Guerra Mundial. Sin embargo, Bugatti no pudo reeditar los éxitos de antes de la guerra. El T 101 solo tuvo una producción de seis unidades. Además, a algunos Bugatti más antiguos se les montaron carrocerías al estilo del T 101. 

## Antecedentes: reanudación de la producción de automóviles en Molsheim
Poco después del final de la Segunda Guerra Mundial, el fundador de la compañía, Ettore Bugatti, había prometido reanudar la producción de automóviles. Para este propósito, la fábrica diseñó el Type 73, un cupé  de dos puertas con líneas conservadoras y un motor de cuatro cilindros y 1,8 litros. Ettore Bugatti anunció en 1946 la producción de una versión de calle y de una versión de carreras del T 73. Finalmente, aparte de un prototipo, no se completó un solo automóvil. Las razones de este fracaso fueron los problemas legales sobre la propiedad de las instalaciones de producción de Molsheim, y las dificultades económicas de la empresa. 
Después de la muerte de Ettore Bugatti en 1947, el piloto de carreras Pierre Marco se hizo cargo inicialmente de la gestión de la empresa, y en 1951 se la entregó al hijo de Ettore Bugatti, Roland. A finales de la década de 1940, el trabajo de la empresa estaba centrado principalmente en la restauración de coches Bugatti antiguos. 
En 1951, Bugatti hizo otro intento de restablecerse como fabricante de automóviles. Para demostrar que este era un nuevo comienzo, Roland Bugatti implantó un nuevo sistema de numeración de sus automóviles completamente distinto al anterior. El nuevo modelo debería haberse llamado Type 81 según el sistema antiguo, pero en su lugar se eligió el nombre de Type 101.

## Historia del modelo
A pesar de su nombre, el Bugatti T 101 en realidad no fue un nuevo comienzo. El automóvil era esencialmente una reedición del Bugatti Type 57, que se había lanzado en 1934. Bugatti asumió el chasis del exitoso modelo anterior a la guerra casi sin cambios. Esto incluía el eje delantero rígido, que seis años después del final de la Segunda Guerra Mundial, se había convertido en una característica de diseño obsoleta. Lo único realmente nuevo era un sistema de frenado más eficaz. 
Estaba impulsado por el conocido motor de ocho cilindros en línea de la década de 1930 con una cilindrada de 3,3 litros y dos árboles de levas en cabeza. Apenas hubo cambios aquí tampoco. Las modificaciones se referían principalmente a la preparación de la mezcla: en lugar de los carburadores Stromberg de los modelos anteriores a la guerra, ahora se usaban carburadores de flujo descendente Weber. Un aumento en el rendimiento con un compresor estaba disponible a pedido. Montaba una transmisión manual de cuatro velocidades, aunque opcionalmente se podía pedir una caja de cambios Cotal, con preselección de marchas operada eléctricamente. 
También se reconoció en otros aspectos que el Tipo 101 no era un automóvil nuevo: Bugatti utilizó numerosas piezas en la construcción del chasis, que se habían producido antes de la guerra y se habían guardado en los almacenes de la fábrica desde entonces. 

## Volumen de producción
Hay información diferente sobre el alcance de producción del Bugatti T 101; algunas fuentes suponen seis unidades, otras hablan de siete. Estas divergencias se basan en diferentes métodos de conteo. 
Es cierto que entre 1951 y 1956 se construyeron en Bugatti un total de seis chasis T 101 listos para circular. Además, la sucursal con sede en Colmar del Taller de carrocería Gangloff produjo un Cupé al estilo del T 101 en 1951, que sin embargo, se basó en un chasis tipo 57 más antiguo (chasis no. 57.454). Si se considera este vehículo independientemente de su número de chasis como modelo de la serie 101, entonces el volumen de producción de esta serie es de un total de siete vehículos, de lo contrario solo hay seis. 
Los números del chasis del 101 fabricados entre 1951 y 1956 son 101.500, 101.501, 101.502, 101.503, 101.504 y 101.506. No hay evidencia de la existencia de un chasis con el número de chasis 101.505. La mayoría de las publicaciones asumen que este número se ha omitido, pero no pueden dar ninguna razón para ello. 
Cinco de los chasis T-101 fueron equipados con carrocerías de diferentes fabricantes en 1951 y 1952. Uno de los chasis recibió una carrocería solo en 1965, después de grandes cambios. Con una excepción, todas las estructuras siguieron el estilo del pontón. Todos estos vehículos se han conservado, y se hallan en museos o en manos de coleccionistas.

## Versiones individuales

### Chasis No. 101.500: El prototipo

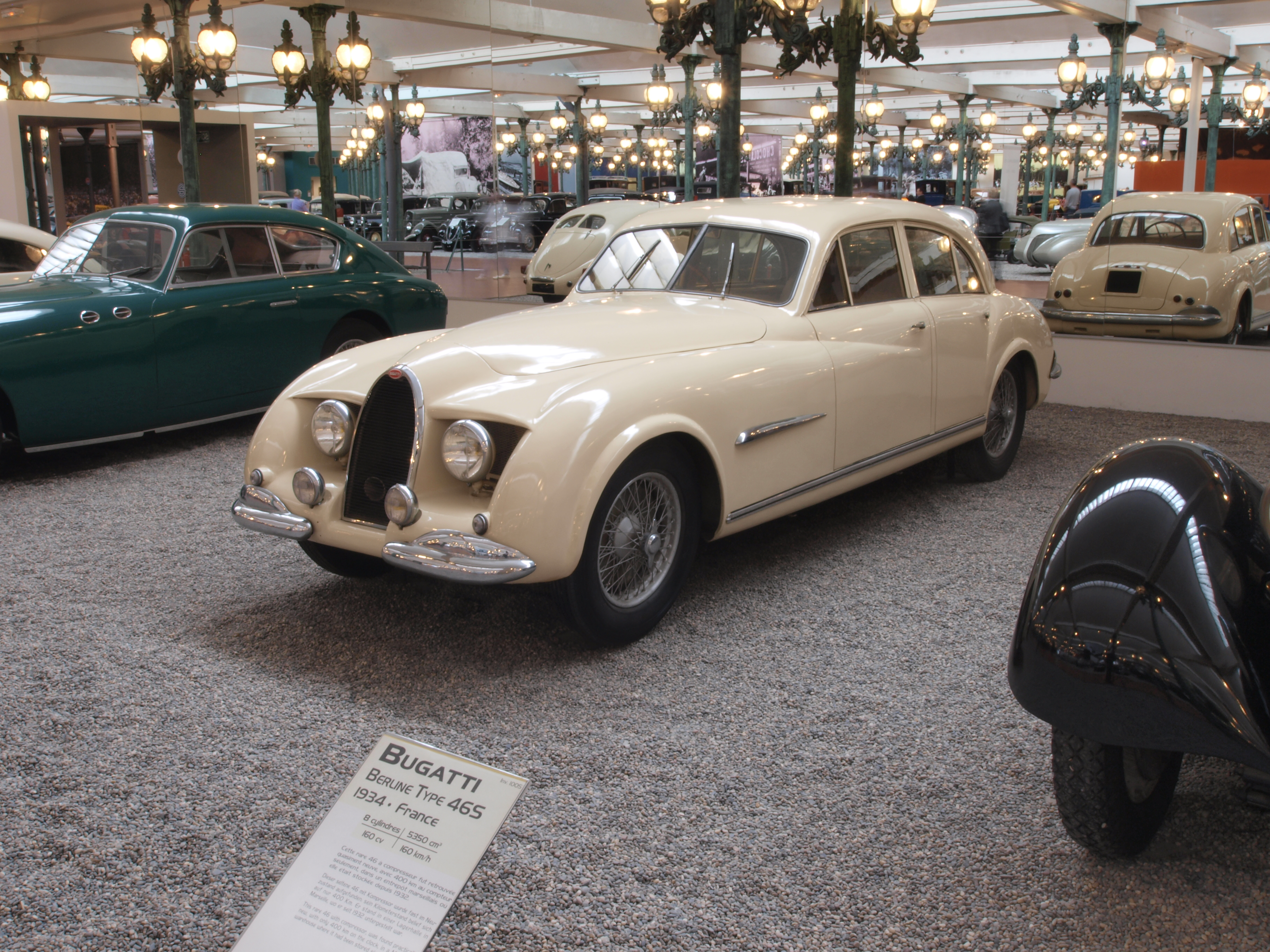
El prototipo del Bugatti T 101 con carrocería de Lepoix

El prototipo del T 101 tenía una carrocería que había sido concebida por el diseñador industrial francés Louis Lucien Lepoix, que había diseñado un sedán Notchback de cuatro puertas con los pasos de rueda que fluían suavemente sobre los paneles de las puertas. Los faros tenían una característica de diseño especial: eran independientes y estaban alojados en dos aberturas a cada lado de la rejilla del radiador. El automóvil de color crema figura en la colección Schlumpf. 

### Chasis No. 101.501 y 101.503: Cabriolets Gangloff

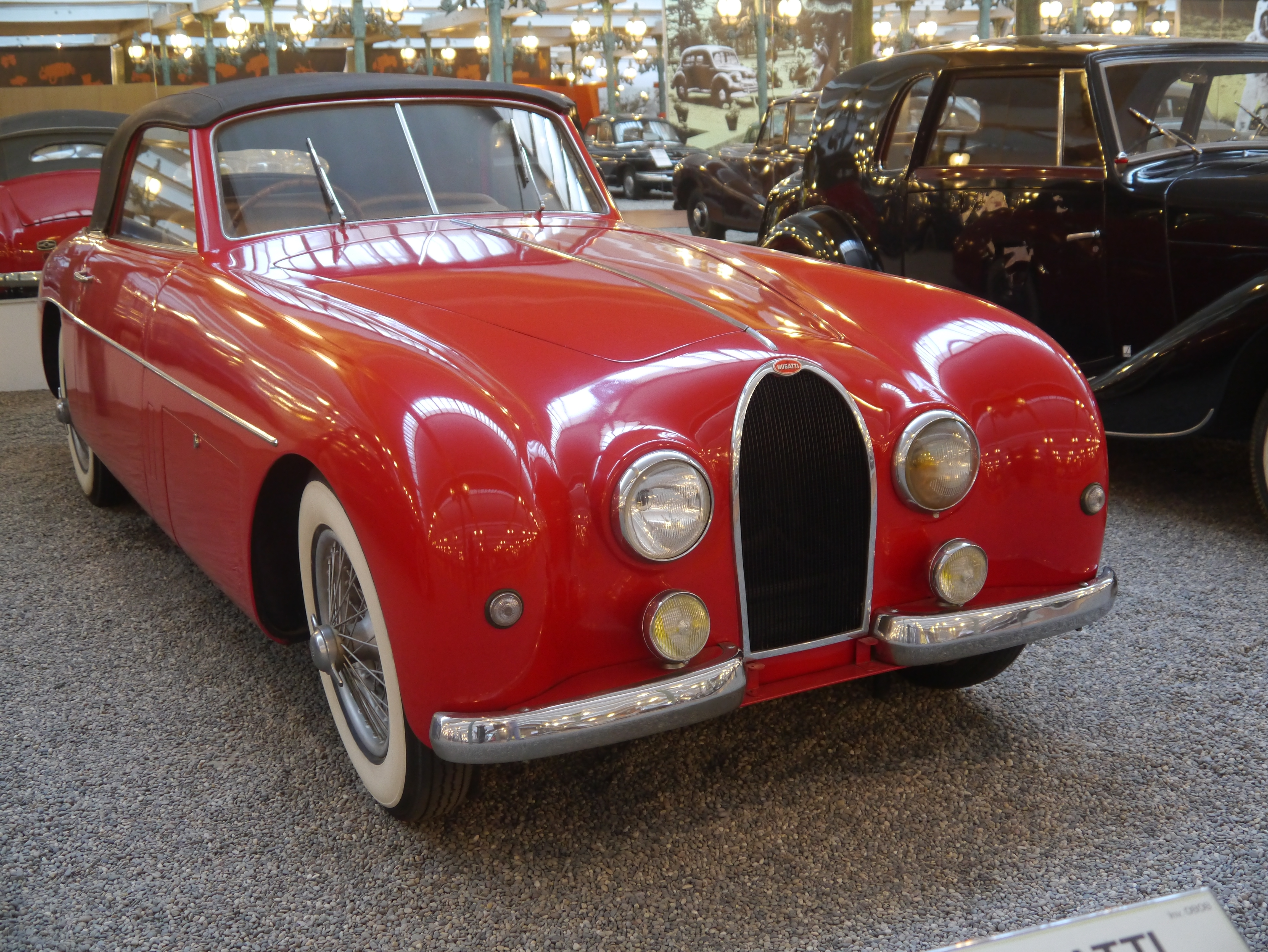
Cabriolet Gangloff

En 1951 y 1952, Gangloff fabricó dos líneas de elegantes cabriolets convertibles en Colmar. Sus estructuras eran idénticas aparte de pequeños detalles. Los faros estaban integrados en los guardabarros delanteros, la parrilla en forma de herradura estaba ligeramente curvada. Como el motor estaba detrás del eje delantero, siguiendo el diseño habitual en los modelos anteriores a la guerra, el voladizo delantero era corto, mientras que el capó era muy largo.
La ilustración de un convertible Gangloff adornaba la portada del folleto del Tipo 101.

### Chasis No. 101.502: Berlina Guilloré

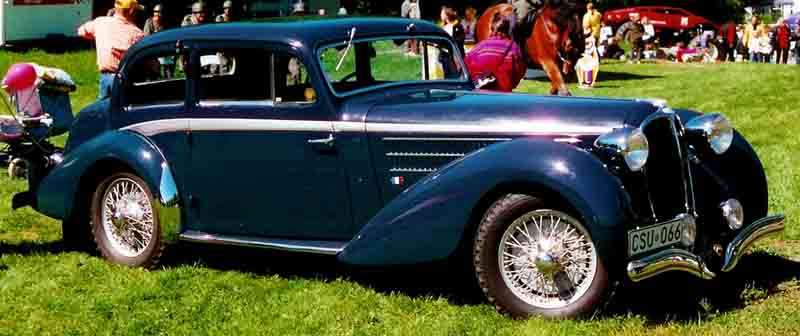
Un Delahaye 135M de 1939 con una carrocería de A. Guilloré, que corresponde en gran medida a la del chasis Bugatti 101.502

El chasis de la segunda serie del T 101 fue revestido en 1951 por el fabricante francés de carrocerías A. Guilloré de Courbevoie. Guilloré había producido principalmente carrocerías para Delahaye y Talbot en el período anterior y posterior a la guerra. Por otro lado, inicialmente no había habido relación con Bugatti. La carrocería de Guillore para el T 101 era decididamente conservadora. A diferencia de Lepoix y Gangloff, Guilloré no siguió la línea del pontón. Los guardabarros del cupé eran bastante independientes, el capó alto corría hacia una rejilla vertical. Las puertas tenían las bisagras en la parte trasera. La mayoría de los expertos asumen que Guilloré diseñó originalmente esta carrocería para un Delahaye 135M de antes del comienzo de la Segunda Guerra Mundial y luego lo modificó para el chasis Bugatti a pedido del cliente. De hecho, hay varios Delahaye con una carrocería casi idéntica. 
El automóvil estuvo en Túnez hasta 1964 antes de que coleccionistas de Bélgica, Suiza y los Países Bajos lo adquirieran sucesivamente. En 2008 fue subastado por Bonhams con un precio de 269.265 dólares. 

### Chasis No. 101.504: Antem Cupé
El chasis de la cuarta unidad del T 101 recibió forma de cupé, diseñada por el carrocero Antem de la localidad de Courbevoie, en el verano de 1951. El automóvil deportivo tenía una línea de cintura baja, un capó muy largo y un compartimiento de pasajeros compacto, con forma de cúpula. El acristalamiento frontal se extendía en los costados del vehículo, pero en realidad no era una ventana panorámica. Más bien, consistía en cuatro piezas individuales. Bugatti exhibió por primera vez el Antem Cupé junto con un Gangloff Cabriolet en el Salón del Automóvil de París de 1951. En las décadas siguientes, el automóvil pasó por las manos de varios coleccionistas; en la década de 1990 perteneció al actor Nicolas Cage, entre otros.

### Chasis No. 101.506: Tipo 101c, Roadster Exner
El último chasis del T 101 fue fabricado en 1956. Permaneció en la fábrica hasta que fue vendido al diseñador de automóviles estadounidense Virgil Exner en 1961. Exner modificó el chasis y diseñó una carrocería roadster de estilo clásico, que fue fabricada en Carrozzeria Ghia en 1965. Dependiendo de la fuente, se llama Exner-Bugatti o Ghia-Bugatti. Muchos lo ven como el último Bugatti clásico que se haya fabricado. 
Virgil Exner fue diseñador jefe en Chrysler en la década de 1950. Allí diseñó los modelos de la generación de 1955 en el llamado Diseño del Millón de Dólares, así como el Diseño hacia adelante para las versiones de 1957. A pesar del éxito de estos diseños comparativamente simples, Exner estaba personalmente muy interesado en el diseño de las marcas de automóviles clásicos y de la década de 1930 y estaba buscando formas de transferir elementos del estilo de esa época a los vehículos modernos. Dio un primer paso en esta dirección con el Imperial de 1961, que tenía faros independientes y tiras laterales de cromo destinadas a imitar los guardabarros curvos. El diseño del Imperial resultó ser un fracaso. Después de abandonar Chrysler a fines de 1961, Exner desarrolló varios estudios para carrocerías de automóviles que tenían elementos de estilo clásico. Esto incluía ruedas delanteras independientes y sistemas de escape laterales. Exner descartó estos diseños clásicos, continuados en marcas automotrices como Mercer; pero estos proyectos fueron poco sólidos. En 1966, el diseño de Exner se materializó en una reedición de la marca Duesenberg, que siguió este principio de diseño. El proyecto llamado Duesenberg Model D fracasó debido a la falta de financiación. Sin embargo, desde 1970, Exner y el banquero de Nueva York James O'Donnell lograron revivir la marca Stutz, que adoptó el concepto de diseño de Exner y produjo vehículos de corte clásico hasta 1987. 
En esta tradición, la carrocería de Exner representa el último chasis T-101. El roadster de Exner tenía dos asientos, la parrilla en forma de herradura, faros empotradas que recordaban al prototipo de Lepoix del Type-101 de 1951, una forma curvada en los flancos del vehículo y un parabrisas dividido. También tenía las puertas con bisagras en la parte trasera. Más tarde adoptó algunas de estas características de estilo para su Stutz Blackhawk. Hizo construir el T 101 por Carrozzeria Ghia de Turín en 1965. Ghia acortó el chasis en 46 cm y creó una carrocería de chapa de acero a mano. El automóvil fue presentado en el Salón del Automóvil de Turín en otoño de 1965. Ha tenido múltiples dueños en las últimas décadas;  hasta recalar en los Estados Unidos.

### Otros modelos

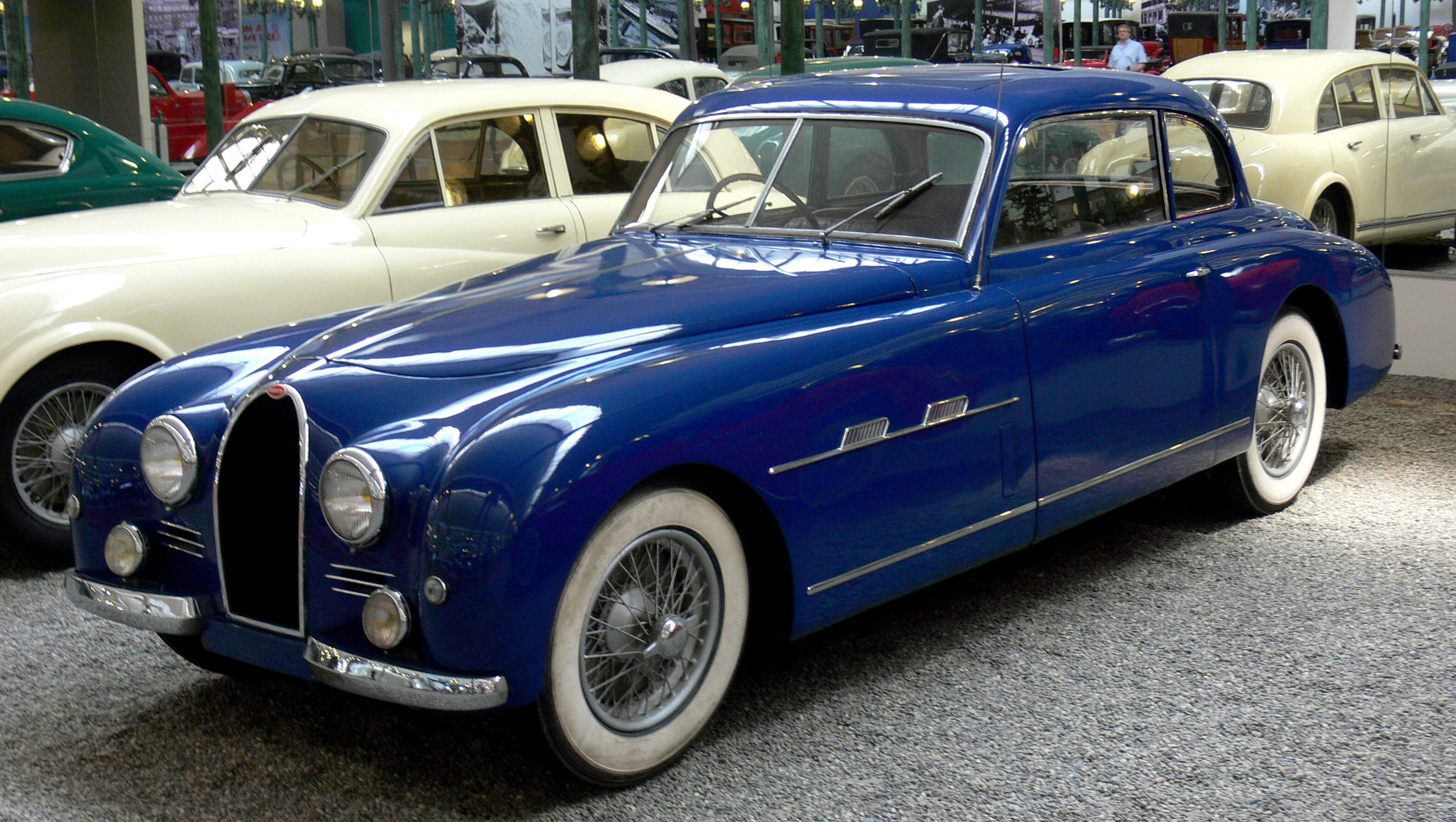
Un Cupé con carrocería Gangloff al estilo del T 101, basado en un chasis T 57 (No. 57.454)

Además de los seis vehículos originales, Bugatti fabricó una serie de otros vehículos en la década de 1950 que correspondían al estilo del Type 101. Sin embargo, se basan en cada caso en chasis tipo 57 más antiguos y también llevan sus números de chasis, por lo que no son estrictamente unidades del Type 101. 
- En 1952, Gangloff creó un cupé de cuatro plazas y dos puertas basado en este diseño, cuya forma tomó las características esenciales del convertible. La estructura del techo tenía columnas delgadas casi verticales y estaba en gran parte acristalada. El vehículo pintado de azul oscuro se realizó en un chasis tipo 57 más antiguo (número 57.454). El Gangloff Cupé siguió siendo único,[9] y pertenece a la colección Schlumpf.

- Otro convertible con carrocería Gangloff fue construido en 1952 en un chasis T 57 de 17 años de antigüedad. Además, al menos otro vehículo con una configuración cupé se produjo sobre un chasis más antiguo.

## El fracaso del tipo 101
El fracaso del Tipo 101 a menudo se atribuye a su tecnología obsoleta: los vehículos más nuevos de Delahaye o Jaguar eran técnicamente más modernos, más potentes y más cómodos que el Tipo 101. Otras fuentes citan la alta carga fiscal soportada por un Tipo 101: en el sistema impositivo francés, establecido según el tamaño del motor, el automóvil se clasificó en el tramo impositivo 17 CV  o 19 CV, que se asoció con impuestos muy altos en el período de posguerra. Muy pocos fanáticos de la marca estaban dispuestos a asumir tales cargas. 

## Especificaciones
| Especificaciones        | Especificaciones                                                                            |
| Bugatti                 | Tipo 101                                                                                    |
| ----------------------- | ------------------------------------------------------------------------------------------- |
| Motor                   | De ocho cilindros de motor en línea opcionalmente con compresor                             |
| Cilindrada              | 3257 cc                                                                                     |
| Diámetro × carrera      | 72 mm × 100 mm                                                                              |
| Potencia                | 135 - 188 CV                                                                                |
| Válvulas                | 16                                                                                          |
| Control de las válvulas | Dos árboles de levas en cabeza                                                              |
| Transmisión             | Caja de cambios manual de cuatro velocidades Caja de cambios con preselector Cotal opcional |
| Suspensión              | Ejes rígidos en la parte delantera y trasera                                                |
| Distancia entre ejes    | 3300 mm                                                                                     |
| Largo × ancho × alto    | Dependiendo de la estructura                                                                |
| Velocidad máxima        | 160 km/h                                                                                    |